# Ryan Arcidiacono
Ryan Curran Arcidiacono, född 26 mars 1994 i Philadelphia i Pennsylvania, är en amerikansk professionell basketspelare (PG/SG) som spelar för New York Knicks i National Basketball Association (NBA). Han har tidigare spelat för Chicago Bulls och Portland Trail Blazers.
Arcidiacono blev aldrig NBA-draftad.
Innan han blev proffs studerade Arcidiacono på Villanova University och spelade för deras idrottsförening Villanova Wildcats.